# Eva Menor Cantador
Eva Menor Cantador (Madrid, 21 de septiembre de 1972) es una abogada y política española. Desde agosto de 2024 es consejera del Departamento de Igualdad y Feminismo en el Gobierno de la Generalidad de Cataluña que preside Salvador Illa. Militante del Partido de los Socialistas de Cataluña (PSC), fue alcaldesa de Badia del Vallès desde 2009 hasta que en mayo de 2024 asumió un escaño como diputada en el Parlamento de Cataluña.

## Trayectoria
Nacida en 1972 en Madrid, se licenció en derecho por la Universidad Autónoma de Madrid en 1995. Tiene un máster en práctica jurídica por la Universidad Autónoma de Barcelona (UAB), ha realizado un posgrado en gestión y administración local por la misma UAB (2004) y un máster en hacienda autonómica y local por la Universidad de Barcelona (2016). Abogada de profesión, se especializó en derecho penal, laboral y de familia, ejerciendo la disciplina entre 1998 y 2009. 
Establecida en Badia del Vallès, se afilió al Partido de los Socialistas de Cataluña (PSC) en 1998.Ha tenido responsabilidades orgánicas en la ejecutiva del Vallés Occidental Sur y como consejera nacional. Ha sido también miembro de la ejecutiva nacional del partido.
Concejala del Ayuntamiento de Badia del Vallès desde 2003, ha asumido responsabilidades como edil de Cultura y Participación Ciudadana y posteriormente como teniente de alcalde en Economía hasta que en marzo de 2009 fue investida como alcaldesa del municipio, en sustitución de José Luis Jimeno.Fue reelegida para el puesto en las elecciones municipales de 2011, 2015, 2019 y 2023. El 25 de septiembre de 2014 se incorporó también al pleno de la Diputación Provincial de Barcelona, tras la renuncia al acta de diputado provincial de Manuel Bustos. Compaginó la alcaldía con el cargo de presidenta delegada del Área de Desarrollo Económico, Turismo y Comercio (2019-2023) y del Área de Desarrollo Económico y Turismo de la Diputación de Barcelona (2023-2024).
En mayo de 2024 participó en las elecciones de Cataluña logrando un escaño en el parlamento. En junio de 2024 dejó la alcaldía para ocupar un escaño en el Parlamento de Cataluña tras las elecciones celebradas en mayo, siendo miembro de la Comisión de la Sindicatura de Cuentas desde el 17 de julio de 2024.
En agosto de 2024 fue nombrada Consejera de Igualdad y Feminismo en el gobierno de Salvador Illa, en una consejería que fue creada con el gobierno de Pere Aragonès y que Menor asume con un cambio de nomenclatura: en lugar de Feminismos, en plural, el nombre pasa al singular Feminismo.